# Big Dipper (Geauga Lake)
Pour les articles homonymes, voir Big Dipper (homonymie).
Big Dipper étaient des montagnes russes en bois du parc Geauga Lake, situé à Aurora, dans l'Ohio, aux États-Unis. Construite en 1925, l'attraction a été nommée ACE Coaster Classic. Ce parcours de montagnes russes en bois fut, jusqu'en septembre 2007, le plus vieux encore en opération en Ohio, le septième aux États-Unis et le douzième au monde.

## Historique
Big Dipper fut baptisée ainsi depuis 1969, avant cela elle portait le nom Clipper et Sky Rocket. L'attraction subit une grande rénovation en 1980. Le 16 septembre 2007, le parc d'attractions a fermé à cause du nombre insuffisant de visiteurs. L'attraction a été vendue à une vente aux enchères pour 5 000 dollars à Apex Western Machinery Movers, qui l'a revendue.

## Le circuit

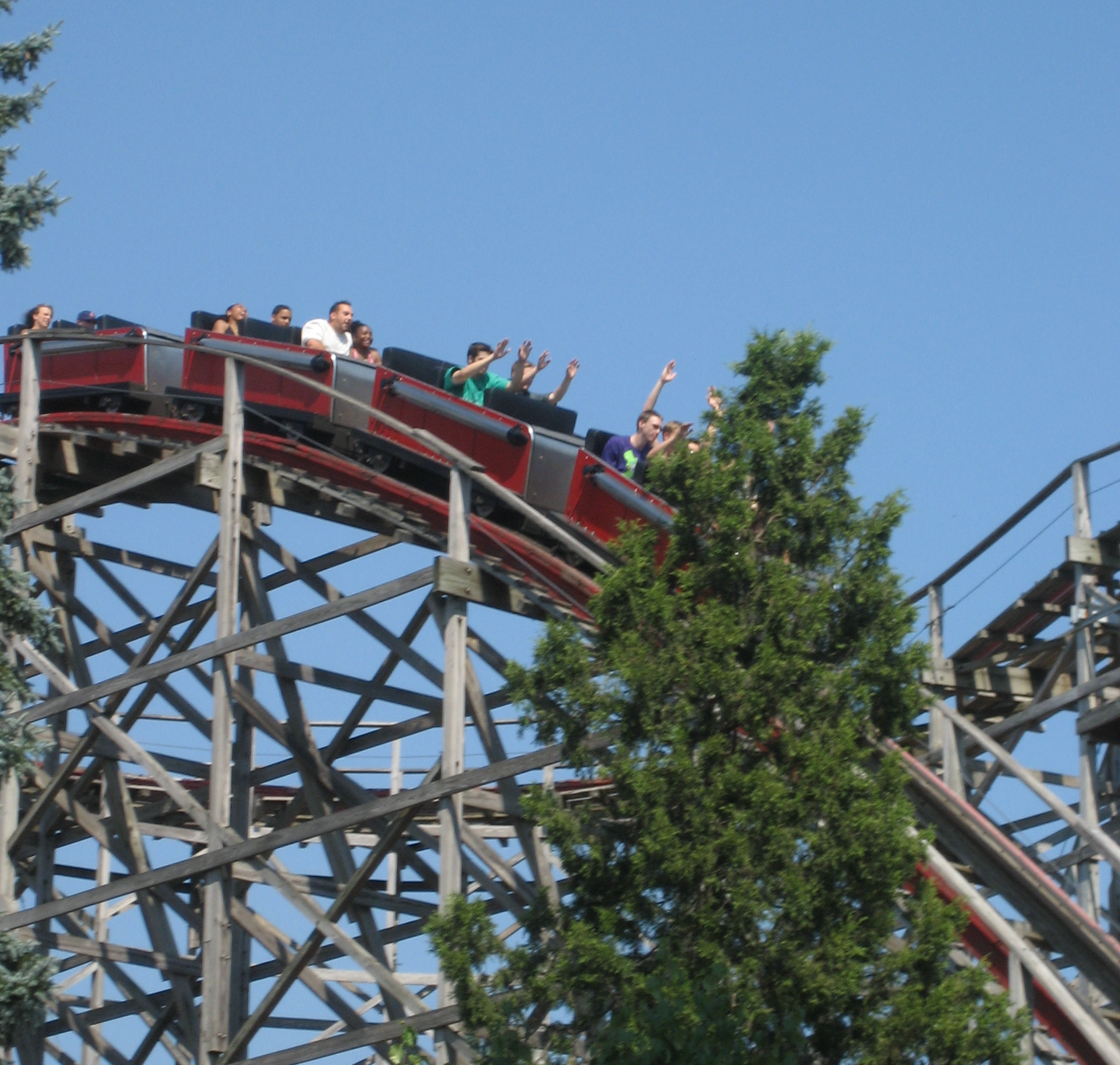
Train de Big Dipper entamant la première descente.